# Rehmsdorf
Rehmsdorf is een plaats in de Duitse gemeente Elsteraue, deelstaat Saksen-Anhalt, en telt 1.126 inwoners (2007).